# Radoslav Zachar
Radoslav Zachar (* 15. února 1972) je bývalý slovenský fotbalový obránce.

## Fotbalová kariéra
V československé lize hrál za Dukla Banská Bystrica. Nastoupil v 5 ligových utkáních. Gól v lize nedal. Hrál také za Železiarne Podbrezová, OFK 1950 Priechod a švýcarský FC Cressier.

## Ligová bilance
| Ročník                                   | Zápasy | Góly | Minuty | Klub                  |
| ---------------------------------------- | ------ | ---- | ------ | --------------------- |
| 1. československá fotbalová liga 1990/91 | 5      | 0    | 215    | Dukla Banská Bystrica |
| CELKEM 1. československá liga            | 5      | 0    | 215    |                       |